# Banco Privado Português
O Banco Privado Português (BPP) foi um banco português fundado por João Rendeiro em 1996 e do qual foi accionista José Miguel Júdice.

## Caso BPP
Em 24 de julho de 2009, Paulo Guichard e Salvador Fezas Vital, dois ex-administradores do BPP que foram suspensos pelo Banco de Portugal, juntaram-se a João Rendeiro no processo do caso BPP, ao serem constituídos arguidos por serem indiciados de falsificação de contas, crimes fiscais e branqueamento de capitais.
Em 15 de abril de 2010, o Banco de Portugal, "depois de verificada a inviabilidade dos esforços de recapitalização e recuperação desta instituição", decretou o fim do Banco Privado Português.
Em 11 de outubro de 2010, foi noticiado que a Polícia Judiciária conduziu buscas nas casas de ex-responsáveis do BPP sob o âmbito de uma investigação sobre suspeitas de branqueamento de capitais e de burla. Foi também neste ano que o banco foi extinto.
Os três principais administradores do Banco Privado Português — João Manuel Oliveira Rendeiro, António Paulo Araújo Portugal de Guichard Alves e Salvador Pizarro Fezas Vital —, receberam 6,4 milhões de euros em 2008, ano em que a instituição faliu. Só João Rendeiro, antigo presidente do conselho de administração, arrecadou 2,8 milhões.
A 5 de junho de 2015, os três arguidos, João Rendeiro, Paulo Guichard e Salvador Fezas Vital, foram absolvidos do crime de burla qualificada.
A 15 de outubro de 2018, João Rendeiro foi condenado pelo Tribunal de Lisboa a cinco anos de prisão com pena suspensa. João Rendeiro, que teria de pagar 400 mil euros a uma instituição para que a pena aplicada não se tornasse efetiva, e mais quatro antigos administradores do banco foram julgados por terem ocultado contabilisticamente o prejuízo do banco. Os crimes de falsidade informática e de falsificação de documentos foram praticados pelos administradores entre 2002 e 2008. Com estas falsificações, os administradores pretenderiam esconder do Banco de Portugal, do revisor oficial de contas, do mercado e essencialmente dos clientes as perdas que podiam pôr em causa os lugares que ocupavam no BPP, com as consequentes perdas de salários, mas também de poder.
Em 10 de julho de 2020, o Tribunal da Relação de Lisboa decidiu a condenação de João Rendeiro a 5 anos e 8 meses de prisão efetiva.Em 2021, o ex-banqueiro acabaria por fugir para a África do Sul, onde acabaria por cometer suicídio, em maio de 2022.